# Коронавірусна хвороба 2019 у Молдові
Коронаві́русна хворо́ба 2019 у Молдо́ві — розповсюдження пандемії коронавірусу територією Молдови.
Перший випадок появи вірусу виявлено в Молдові 7 березня 2020 року.

## Хронологія

### 2020
Перший випадок коронавірусу в Молдові було виявлено 7 березня 2020 року. Зараженою  була 48-річна жінка, яка повернулася до Молдови з Італії рейсом Мілан—Кишинів. Її було доставлено до лікарні після повернення, вона була у важку стані: двостороння бронхопневмонія, гостра дихальна недостатність, гарячка, кашель, загальна слабкість. Вона також мала декілька хронічних захворюваню]].
За даними Міністерства охорони здоров'я, праці та соціального захисту Молдови, їй було поставлено діагноз двосторонньої бронхопневмонії, гарячки та кашлю 4 березня в Італії. Їй призначили лікування антибіотиками в домашніх умовах і помістили в домашній карантин до отримання підтвердження нового типу коронавірусної інфекції, але вона вирішила повернутися до Молдови.
17 березня в Молдові введено режим надзвичайного стану до 15 травня. Також терміном на 19 днів в окупованому РФ Придністров'ї введено надзвичайний стан.
18 березня в Молдові зафіксовано другий летальний випадок: померла 61-літня жінка, що повернулась з Італії.
23 березня захворіла група туристів, що повернулася з Почаївської лаври в Україні, що належить РПЦвУ, вірус було виявлено у 8 паломників. Згодом кількість хворих серед паломників, що відвідувала Україну зросла до 10. Ситуація ускладнюється тим, що навіть, будучи хворими у лікарні, пацієнти не признавалися, що були в Почаєві. Хибні дані вказували також і прибулі заробітчани: замість Італії іншу країну і неправильний номер мобільного.
12 квітня медики складають чверть інфікованих в країні — 415 осіб із 1560 загальної кількості. Від хвороби вже померло 3 медиків.
24 квітня підтвердили 3110 випадків зараження коронавірусом, 84 людини померли.
27 квітня відкриваються торгові точки, крім ринків та ТРЦ, можна гуляти у парках, але групами не більше 3 чоловік.
4 травня стало відомо, що з 15 травня режим надзвичайної ситуації в країні буде скасовано. На цей день в країні було підтверджено 4121 випадок зараження, 124 летальних випадки, 1382 — одужали.
27 травня в Молдові було зареєстровано 232 нових випадків. Це найбільша щоденна кількість. Напередодні було зроблено рекордну, як для Молдови, кількість тестів — 1 663 тести. Найбільше нових випадків було у Придністров'ї — 52.

### 2021
26 лютого Молдова офіційно зареєструвала до використання три вакцини, включно з російською Спутник V. 27 лютого Молдова отримала партію вакцини AstraZeneca з Румунії.
5 березня Молдова посилила правилі в'їзду, зобов'язавши приїжджих провести 14 днів на карантині або пред'явити на кордоні негативний результат ПЛР-тесту чи довідку про вакцинацію. 22 квітня карантин було пом'якшено, також скасовано комендантську годину. 27 травня було скасовано масковий режим та загалом послаблено карантин у Кишиневі.
16 серпня було введено вимогу пред'явити негативний ПЛР-тест або довідку про одужання при перетині кордону країни.
9 вересня у країні ввела режим надзвичайного стану через різкий ріст захворюваності.